# Ghost in the Shell 2 – Innocence
Ghost in the Shell 2 – Innocence (jap. イノセンス, Inosensu) ist ein im Jahr 2004 in Japan produzierter Anime vom Regisseur Mamoru Oshii und der Nachfolger von Ghost in the Shell.
Die Deutschlandpremiere fand am 31. Juli 2005 im Rahmen des Fantasy Filmfests statt. Auf Deutsch erschien der Film im April 2006 auf DVD bei Universum Anime, als Blu-ray erschien er im März 2010.

## Handlung
Im Jahr 2032 leben Menschen mit Cyborgs und Puppen (Roboter ohne menschliche Eigenschaften) zusammen. Batō, ein Cyborg mit mechanischem Körper, der für die Sektion 9, einer geheimen Einheit des Innenministeriums, arbeitet, soll mit einem Kollegen in einer von weiblichen Puppen begangenen Mordserie recherchieren. Wie sie herausfinden, hat jemand junge Mädchen entführt, um ihre Seele (im Film Ghost genannt) in Begleitpuppen der Firma LOCUS SOLUS zu transferieren, da manche Kunden nach mehr als einer robotoiden Puppe verlangen. Es ist aber so, dass der Geist der kleinen Mädchen in den Puppen noch Speicher frei lässt, um Martial-Arts-Programme zu installieren. Die aufwendigen Puppen verschafften sich so Zugang zu elitären Kreisen, wo ihre Killerprogramme starteten. Hinter allem scheint zunächst ein Netzwerk aus Yakuza und politischer Kriminalität zu stecken.
Die Suche nach dem Urheber der Verschwörung führt die beiden Polizisten in eine ehemalige Sonderwirtschaftszone, jetzt ein gesetzloses Gebiet, wo sie sich mit dem Hacker Kim auseinandersetzen, in der sie Hackingangriffen auf ihren Verstand ausgesetzt sind und sich so nie sicher sind, ob sie sich wirklich in der Realität befinden. Batō wird, wie sich herausstellt, dort von Major Motoko Kusanagi unterstützt, seiner ehemaligen Vorgesetzten, deren Ghost mit Programm 2501 verschmolzen ist und sich nun im globalen Netzwerk verbreitet hat (siehe Ghost in the Shell).
Gegen Ende des Films entdecken sie in einer Offshore-Roboterfabrik von LOCUS SOLUS, dass die Killerprogramme vom – inzwischen von der Yakuza ermordeten – Versandleiter LOCUS SOLUS’ installiert wurden, um so Aufmerksamkeit auf die illegalen Aktivitäten zu lenken.

## Synchronisation
| Rolle           | Japanischer Sprecher (Seiyū) | Deutscher Sprecher |
| --------------- | ---------------------------- | ------------------ |
| Batō            | Akio Ōtsuka                  | Tilo Schmitz       |
| Togusa          | Kōichi Yamadera              | Klaus-Peter Grap   |
| Motoko Kusanagi | Atsuko Tanaka                | Christin Marquitan |
| Aramaki         | Tamio Ōki                    | Hasso Zorn         |
| Ishikawa        | Yutaka Nakano                | Erich Räuker       |
| Kim             | Naoto Takenaka               | Gerald Paradies    |

## Musik
Die Musik von Ghost in the Shell 2: Innocence wurde von Kenji Kawai komponiert. Da es sich bei dem Film um die Fortsetzung von Ghost in the Shell handelt, orientierte er sich bewusst am Stil des Vorgängerfilms, dessen Musik ebenfalls aus seiner Feder stammt. So verwendet Innocence als Hauptthema abermals einen choralen Gesang namens Kugutsuuta (傀儡謡, dt. „Puppenlied“) in drei Teilen – Uramite chiru (怨恨みて散る, dt. „Mit Hass herabfallen“), Aratayo ni kamutsudohite (新世に神集ひて, „In der neuen Welt versammeln sich die Götter“) und Kagirohi wa yomi ni matamu to (陽炎は黄泉に待たむと, „Hitzeflimmern wartet in der Unterwelt“) – dessen Melodie auf traditionellen japanischen Volksliedern (民謡, min’yō) basiert, begleitet von Taiko-Trommeln und ergänzt mit Einflüssen aus der bulgarischen Volksmusik, da die traditionelle japanische Musik keine Choräle kennt, und wird von der Min’yō-Sängerinnengruppe Nishida Kazue Shachū gesungen. Zum anderen ist der Liedtext in Altjapanisch gehalten wie es in der Gedichtanthologie Man’yōshū aus dem 8. Jahrhundert erhalten ist.
Das Lied Follow Me am Ende des Films wird von der Sängerin Kimiko Itō gesungen. Der Text stammt von Herbert Kretzmer und Hal Shapey, die Musik von Joaquín Rodrigo.

## Rezeption

### Auszeichnungen
Der Film wurde auf den Internationalen Filmfestspielen von Cannes im Jahr 2004 gezeigt. In der Vergangenheit waren insgesamt lediglich sechs Animationsfilme für die Goldene Palme nominiert worden.

### Kritik
„Eindrucksvolle Fortsetzung des gleichnamigen Anime-Klassikers aus dem Jahr 1995, die formal einen Höhepunkt des Genres markiert und inhaltlich reizvoll, wenn auch mitunter etwas plakativ an die philosophischen Diskurse um die Seele von Mensch und Maschine anknüpft.“

„Nicht immer sind die abstrakten Gedanken nachvollziehbar, wenn etwa Gespräche über den Dualismus von Körper und Geist und die Informationsgesellschaft mit Bezügen zu Dante angereichert werden. Doch der kontemplativen Stimmung und den berauschenden Bilderwelten, die klassischen Zeichentrick und Computeranimation verbinden, ist es zu verdanken, dass diese Sinnsuche vor allem spürbar wird. Beeindruckend selbstbewusst verknüpft Oshii zudem wie in dem Vorgänger extrem ruhige Szenen und rasante Action. Damit unterscheidet er sich deutlich von der Manga-Vorlage von Masamune Shirow, der eher auf Dynamik setzt und bei weitem nicht die nachdenkliche Atmosphäre der Verfilmung aufweist.“